# Нестеров, Игнатий Михайлович
Игна́тий Миха́йлович Не́стеров (узб. Ignatiy Mixaylovich Nesterov; 20 июня 1983, Ташкент, Узбекская ССР, СССР) — узбекистанский футболист, вратарь клуба «Кызылкум». С 2002 года является основным вратарём национальной сборной Узбекистана. Один из лучших гвардейцев национальной сборной Узбекистана. Заслуженный спортсмен Республики Узбекистан (2009).
Абсолютный рекордсмен по участию в пяти Кубках Азии (2004, 2007, 2011, 2015 и 2019). Один из самых титулованных футболистов в истории футбола Узбекистана. Тринадцатикратный чемпион Узбекистана, тринадцатикратный обладатель Кубка Узбекистана.

## Биография

### Клубная карьера
Начинал карьеру в самаркандском «Динамо» в 2001 году. В 2002—2009 годах играл за ташкентский «Пахтакор». 25 июля 2009 года дебютировал за «Бунёдкор». В конце 2013 года перешёл в ташкентский «Локомотив», за которого выступал на протяжении 5 лет.

### Карьера в сборной
Дебютировал за национальную сборную Узбекистана 21 августа 2002 года в товарищеском матче против сборной Азербайджана (2:0). Через некоторое время вытеснил с основного состава тогдашнего основного вратаря сборной Узбекистана — Евгения Сафонова. Вместе со сборной Узбекистана участвовал в Кубках Азии 2004 (1 матч), 2007 (3 матча), 2011 (5 игр), 2015 (4 матча) и 2019 годов.
Является одним из самых известных и узнаваемых футболистов и вратарей Азии. Приняв участие в Кубке Азии 2019, стал абсолютным рекордсменом Азии по участию в сразу в пяти Кубках Азии. Болельщики, журналисты и специалисты сравнивают его с Джанлуиджи Буффоном, называя «Азиатским Буффоном».

## Достижения
- Чемпион Узбекистана (13): 2002, 2003, 2004, 2005, 2006, 2007, 2009, 2010, 2011, 2013, 2016, 2017, 2018
- Обладатель Кубка Узбекистана (13): 2002, 2003, 2004, 2005, 2006, 2007, 2008, 2010, 2012, 2013, 2014, 2016, 2017
- Полуфиналист Лиги чемпионов Азии: 2003, 2004, 2012
- Обладатель Кубка чемпионов Содружества 2007
- Финалист Кубка чемпионов Содружества 2008